# 陳昌源
陳昌源（法語：Xavier Chen，1983年10月5日—），出生在比利时圣阿哈塔-贝尔赫姆，退役足球運動員，司職後衛，擁有中華民國與比利時雙國籍，曾是中華台北足球代表隊的一員，曾效力於比利時甲級足球联赛球隊梅赫倫，於2017年夏天退役。助攻能力極強，防守判斷出色，為人親切，廣受台灣地區及比利時球迷愛戴。

## 俱乐部生涯
陈昌源的祖父陈畊生，安徽懷寧人，前中華民國外交官；陈昌源父親陳榮第出生於陳畊生派驻的剛果，之後陈畊生派驻比利时，陈荣第跟著去求学，在鲁汶大学认识法籍妻子莎宾安娜莱普就在比利时定居，生下陈昌源与哥哥陈昌汉。8歲加入比利時班霸安德列治青訓系統，效力超過10年，18歲時曾被提升上一隊，並且曾經入選比利時U19國家足球隊，並曾擔任隊長征戰歐洲青年錦標賽。20歲時加盟比利時足球甲級聯賽球隊科爾特里克。2007年，轉投另一支比利時足球甲級聯賽球隊梅赫倫效力長達6年，並於2012-13賽季成為球隊的隊長。
2012年12月20日，據比利时资深足球记者约翰·巴爾特在其個人部落格獨家爆料，来自比利时梅赫倫的中华台北後衛陈昌源将转会贵州人和，只待体检通过以及转会费到位，就与贵州人和签约三年。2013年1月27日，贵州人和正式宣布陈昌源加盟球队，他成为首名征战中国大陆顶级職業联赛的台灣籍球员，官方註冊名為夏維耶·陈昌源，穿上23號球衣。2013年5月12日，貴州人和作客長春亞泰，陳昌源於第87分鐘接隊中波黑國家隊隊長米西莫維奇助攻頭槌入球，助球隊1：0獲得勝利，也成為第一位在中超入球的台灣籍球員。2014赛季，陳昌源入选球队亚冠盃名单，成为第一位亮相亚冠的台灣球员。
2015赛季贵州人和降级后，陈昌源的合同也在年底到期。他于2016年1月自由转会梅赫伦队，并与老东家签下了一份1年半的工作合同。2017年夏天，陳昌源宣布退役。

## 国家队生涯
2009年秋天之前，陳昌源擁有台灣血統這件事不為人所知，時任中華民國足協公關媒體組長陳家銘（Ginola Chen，現任愛爾達體育台足球主播）在玩線上足球遊戲時不經意發現Xavier Chen這名字，經過詢問得知真有其人，連串努力找到本人親口證實。

2010年6月8日，陳昌源受邀返台灣探親，受到包括政府單位與各界熱烈歡迎，成為台灣第一個受到真正關注的足球員。

2011年6月5日，陳昌源已經取得中華民國國籍，包含中華民國護照和華僑證明，召開記者會正式要代表中華台北參加國際賽。后来接受大陆媒体采访时，陳昌源表示中国足协曾私下向其打听加入中国队的可能性，但由于中华民国足协的邀请更为正式且他有家人生活在台湾等原因，他最终选择代表中華台北出賽。
儘管取得中華民國國籍，然而在取得身分證的申請手續上一再延宕，幸虧及時辦理完成。

2011年7月1日晚，國際足協正式核准他出賽資格，7月3日，陳昌源首次代表中華台北出賽，在世界盃外圍賽次回合出戰馬來西亞，台北田徑場湧進15,335名現場觀眾，打破近年台灣足壇紀錄。比賽進行至75分鐘時，中華台北队的陳柏良在禁區內被馬來西亞守門員絆倒，獲判罰12碼，總教練羅智聰指派鎮陣中唯一旅歐職業球員陳昌源操刀，後者順利踢進效力國家隊的首顆進球，最後幫助中華隊以3：2力克馬來西亞。双方兩回合合計打成4：4平手，惟中華台北因作客入球較少被淘汰，但是爆滿的觀眾震驚各界，数十年來台灣足球不曾有如此盛況。
2015年10月9日友誼賽主場對戰澳門，陳昌源首次以隊長身分出征，並且成功踢進一球，幫助中華隊奪下四年來首次主場足球勝利。
2016年3月，中華足協希望陳昌源自行支付12萬元新台币機票錢到越南出戰世界杯會外賽，在賽後才支付這筆款項，但傳出足協積欠這筆款項。雖然足協澄清，只要收到完整單據就能核銷撥款，但陳昌源仍拒絕出戰接下來的亞洲盃與東亞盃次輪賽事。

2017年5月5日，陳昌源宣布回歸國家隊。

2017年6月10日，亞洲盃資格賽第三輪客場挑戰新加坡，在0-1落後下，在3-4-3陣型下踢右前衛的陳昌源第31分鐘於禁區邊緣遠射進球，扳平比分。終場中華台北則以2-1的比數，收下勝利，並暫居E組第二。
2017年10月9日，陳昌源宣布10月10日為其最後一場國家隊比賽，並透露十年來踢球都帶著左腳裡的鋼釘。10月10日，亞洲盃資格賽第三輪主場挑戰小組排名第一的巴林，第18分鐘中華隊左後衛犯規，巴林點球0-1領先。司職右後衛的陳昌源表現穩健，多次斷球或頭槌清出。第90分鐘，在對方半場中線附近接獲前鋒朱恩樂的傳球，以左腳長傳入禁區左側，助攻隊長陳柏良扳平比分。最終比賽在第93分鐘朱恩樂頭槌進球2-1獲勝。這一場比賽後陳昌源結束了其足球員生涯。

## 個人生活
陳昌源退役後曾於比利時國家電視台擔任球評講解歐冠賽事或其他足球聯賽賽事，陳昌源也曾在訪問中表示有考取教練執照的想法並說擔任中華隊教練亦是選擇之一。
以陳昌源為主題的紀錄片《敢夢者：最後一擊陳昌源》於2018年6月11日全球首映且陳昌源在紀錄片發布記者會上與中華隊成員周定洋一齊宣布夏維耶足球計畫，旨在幫助弱勢及發展台灣足球。

## 國家隊記錄

### 出賽記錄
| 中華台北國家足球隊 | 中華台北國家足球隊 | 中華台北國家足球隊 |
| 年                 | 出場               | 入球               |
| ------------------ | ------------------ | ------------------ |
| 2011               | 1                  | 1                  |
| 2012               | 0                  | 0                  |
| 2013               | 0                  | 0                  |
| 2014               | 0                  | 0                  |
| 2015               | 5                  | 1                  |
| 2016               | 1                  | 0                  |
| 2017               | 2                  | 1                  |
| 總計               | 9                  | 3                  |

最後更新於2017/10/10

### 进球記錄
- 僅列出國際A级比賽進球

| 时间          | 地点   | 主队     | 比分  | 客队     | 赛事                           | 进球 | 累計進球 |
| ------------- | ------ | -------- | ----- | -------- | ------------------------------ | ---- | -------- |
| 2011年7月3日  | 台北市 | 中華臺北 | 3 - 2 | 马来西亚 | 2014年世界盃外圍賽亞洲區第一輪 | 1    | 1        |
| 2015年10月9日 | 台北市 | 中華臺北 | 5 - 1 | 澳門     | 國際友誼賽                     | 1    | 2        |
| 2017年6月10日 | 新加坡 | 新加坡   | 1 - 2 | 中華臺北 | 亞洲盃資格賽第三輪             | 1    | 3        |

最後更新於2017/6/10

## 俱乐部进球
| 球會       | 賽季     | 聯賽     | 聯賽 | 聯賽 | 盃賽 | 盃賽 | 亞洲 | 亞洲 | 總計 | 總計 |
| 球會       | 賽季     | 所屬聯賽 | 上陣 | 進球 | 上陣 | 進球 | 上陣 | 進球 | 上陣 | 進球 |
| ---------- | -------- | -------- | ---- | ---- | ---- | ---- | ---- | ---- | ---- | ---- |
| 科爾特里克 | 2005-06  | 比乙     | 21   | 0    | 0    | 0    | —    | —    | 21   | 0    |
| 科爾特里克 | 2006-07  | 比乙     | 17   | 0    | 4    | 0    | —    | —    | 21   | 0    |
| 科爾特里克 | 總計     | 總計     | 38   | 0    | 4    | 0    | 0    | 0    | 42   | 0    |
| 梅赫倫     | 2007-08  | 比甲     | 9    | 0    | 0    | 0    | —    | —    | 9    | 0    |
| 梅赫倫     | 2008-09  | 比甲     | 26   | 0    | 6    | 0    | —    | —    | 32   | 0    |
| 梅赫倫     | 2009-10  | 比甲     | 22   | 0    | 3    | 0    | —    | —    | 25   | 0    |
| 梅赫倫     | 2010-11  | 比甲     | 34   | 0    | 4    | 0    | —    | —    | 38   | 0    |
| 梅赫倫     | 2011-12  | 比甲     | 34   | 0    | 2    | 0    | —    | —    | 36   | 0    |
| 梅赫倫     | 2012-13  | 比甲     | 16   | 0    | 1    | 0    | —    | —    | 17   | 0    |
| 梅赫倫     | 總計     | 總計     | 141  | 0    | 16   | 0    | 0    | 0    | 157  | 0    |
| 贵州人和   | 2012-13  | 中超     | 25   | 1    | 4    | 0    | 0    | 0    | 29   | 1    |
| 贵州人和   | 2013-14  | 中超     | 27   | 1    | 3    | 0    | 4    | 0    | 34   | 1    |
| 贵州人和   | 2014-15  | 中超     | 23   | 0    | 1    | 0    | 0    | 0    | 24   | 0    |
| 贵州人和   | 總計     | 總計     | 75   | 2    | 8    | 0    | 4    | 0    | 87   | 2    |
| 梅赫倫     | 2016     | 比甲     | 4    | 0    | 0    | 0    | —    | —    | 4    | 0    |
| 梅赫倫     | 2016-17  | 比甲     | 15   | 0    | 1    | 0    | —    | —    | 16   | 0    |
| 梅赫倫     | 總計     | 總計     | 19   | 0    | 1    | 0    | 0    | 0    | 20   | 0    |
| 生涯總計   | 生涯總計 | 生涯總計 | 273  | 2    | 29   | 0    | 4    | 0    | 306  | 2    |

## 外部連結
- 陳昌源 （页面存档备份，存于）在national-football-teams.com的球員資料
- K.V. Mechelen bio 梅赫倫球會官方網頁球員資料
- 挖掘出夏維耶（陳昌源）有台灣血統的第一份報導
- 宣布加盟中華隊後，接受中國時報採訪表達對台灣足球的期許[永久]
- 夏維耶的 Facebook官方粉絲頁面